# لويز هيزل
لويز هيزل (بالإنجليزية: Louise Hazel)‏ هي منافسة ألعاب القوى بريطانية، ولدت في 6 أكتوبر 1985 في ساوثوورك في المملكة المتحدة.

## وصلات خارجية
- الموقع الرسمي
- لويز هيزل على موقع الاتحاد الدولي لألعاب القوى (الإنجليزية)
- لويز هيزل على موقع الدوري الماسي (الإنجليزية)
- لويز هيزل على موقع أوليمبيديا (الإنجليزية)
- لويز هيزل على موقع اللجنة الأولمبية البريطانية (الإنجليزية)
- لويز هيزل على موقع اتحاد ألعاب الكومنولث (مؤرشف) (الإنجليزية)